# 便县
便县，古县名。西汉高帝分郴县置，治今湖南省永兴县。属长沙国，后属桂阳郡。惠帝元年（前194年）封长沙王吴芮子浅为便侯，即此。元触五年（前112年）侯千秋坐酎金，国除复为县。东晋废入郴县。南朝陈复置，隋又废入郴县。